# Ultraleichtfluggelände Brauna

i7
i11
i13
Das Ultraleichtfluggelände Brauna liegt in der Ortschaft Brauna der Stadt Kamenz im Landkreis Bautzen in Sachsen. Der Platzhalter und Betreiber ist der Ultraleichtflugclub Brauna e. V.

## Lage
Das Ultraleichtfluggelände liegt etwa 3 km nordwestlich von Kamenz.

## Flugbetrieb
Das Ultraleichtfluggelände besitzt eine Betriebsgenehmigung für Ultraleichtflugzeuge. Es ist mit einer 400 m langen und 30 m breiten Start- und Landebahn aus Gras (Richtung 07/25) ausgestattet. Es dient dem Betrieb mit Luftfahrzeugen des Platzhalters sowie Dritter mit vorheriger Zustimmung des Platzhalters (PPR). Es dient insbesondere der Ausübung luftsportlicher Tätigkeiten des Platzhalters sowie dem Schul- und Ausbildungsbetrieb.

## Geschichte
Der Ultraleichtflugclub Brauna e. V. nutzte das Gelände des ehemaligen Agrarflugplatzes von 1992 bis 1998 im Rahmen einer Außenstart- und -landegenehmigung nach § 25 LuftVG. Das Ultraleichtfluggelände Brauna wurde am 18. Juni 1998 nach § 6 LuftVG genehmigt.